# Nguyễn Duy Xuân
GS Nguyễn Duy Xuân (sinh năm 1925 tại Ô Môn, tỉnh Cần Thơ, mất 1986 tại trại Ba Sao thuộc tỉnh Hà Nam Ninh (nay thuộc huyện Kim Bảng-tỉnh Hà Nam) từng là Viện trưởng Viện Đại học Cần Thơ, giữ chức Bộ trưởng Bộ Văn hóa, Giáo dục và Thanh Niên trong chính phủ 3 ngày của Tổng thổng Dương Văn Minh.

## Tiểu sử
GS Nguyễn Duy Xuân là cựu học sinh Collège de Cần Thơ. Sau khi đậu bằng Diplôma (văn bằng thành chung). Ông sang Pháp du học tốt nghiệp cử nhân kinh Tế. Ông tiếp tục theo học chương trình sau đại học ở Anh, lấy bằng Thạc sĩ về kinh tế học; tiếp đến sang Mỹ theo học ở đại học Vanderbilt, và lấy học vị Tiến sĩ kinh tế học rồi trở về Việt Nam năm 1963.
Sau khi về nước ông được bổ nhiệm làm Tổng ủy trưởng Tổng ủy nông nghiệp, Tổng trưởng kinh tế và cố vấn kinh tế của tổng thống Nguyễn văn Thiệu, bên cạnh đó, ông còn dạy tại các trường đại học kinh tế và trường quốc gia hành chính. Đầu năm 1970, ông được giáo sư Phạm Hoàng Hộ mời về làm viện trưởng Viện Đại học Cần Thơ.

## Biến cố 30 tháng 4 năm 1975
Trước ngày 30 tháng 4 vợ ông dẫn hai người con di tản khỏi Sài Gòn. Ban đầu ba mẹ con sống ở đảo Guam khoảng 8-9 tháng rồi mới sang Pháp. Riêng bà Nguyễn Thị Nguyệt Nga, con gái đầu khi bảy tuổi đã được bà ngoại đưa sang Pháp từ năm 1968. Theo GS Võ Tòng Xuân, trước ngày 30.4.1975, những người nào có chức sắc ở Viện Đại học Cần Thơ đều được cấp một tấm giấy coi như giấy thông hành để ra nước ngoài khi có biến cố. Với chức vụ tương đương bộ trưởng, GS Nguyễn Duy Xuân có thể ra nước ngoài bất cứ lúc nào nếu muốn nhưng ông vẫn ở lại Việt Nam.
Sau 1975, qua một thời gian cải tạo ở Thủ Đức, GS Xuân được đưa đi học tập, cải tạo ở trại Ba Sao thuộc tỉnh Hà Nam Ninh (nay thuộc huyện Kim Bảng-tỉnh Hà Nam) lúc đó.
Năm 1983, trong một lần ra Hà Nội dự họp, GS Võ Tòng Xuân khi đó là đại biểu Quốc hội liên hệ với ông Hoàng Xuân Sơn, lúc đó là Giám đốc Sở Nông nghiệp và Phát triển nông thôn Hà Nam Ninh, nhờ ông Sơn giới thiệu với ban quản lý trại Ba Sao để vào thăm lại vị viện trưởng của mình khi còn ở Viện Đại học Cần Thơ. GS Nguyễn Duy Xuân cũng là người mời GS Võ Tòng Xuân về nước giảng dạy tại trường ông vào năm 1972, khi ông Xuân đang công tác ở Viện Nghiên cứu lúa gạo quốc tế (Philippines).
Do tuổi già và mắc bệnh hiểm nghèo, GS Nguyễn Duy Xuân đã qua đời vào năm 1986 khi đang ở trại Ba Sao.
Sau gần 30 năm, ngày 5.4. 2015, phần tiểu chứa tro cốt của Giáo sư (GS) Nguyễn Duy Xuân được người con gái, bà Nguyễn Thị Nguyệt Nga, đưa từ nghĩa địa trại cải tạo Ba Sao (Nam Định) bằng đường tàu lửa về gửi lên chùa Thiên Hưng ở đường Vạn Kiếp, Bình Thạnh (TP.HCM).

## Thành tích
Trong thời gian giữ chức Viện trưởng Viện Đại học Cần Thơ, GS Xuân đã nỗ lực phát triển viện đại học trên mọi lãnh vực từ chương trình giảng dạy, đào tạo cán bộ giảng huấn,ngân sách, tài trợ, xây cất thêm giảng đường, phòng thí nghiệm đến tổ chức hành chánh, y tế sinh viên và thiết lập ký túc xá dành cho sinh viên đến từ các tỉnh miền Tây.
Ông là người tiên phong thực hiện giáo dục đại học theo tín chỉ/ credits (thay vì chứng chỉ, certificat như trước đây); giống như mô hình hệ thống Đại học Hoa Kỳ. Ông còn gửi cả một đội ngũ giảng viên trẻ đi du học, điển hình như anh Trần Phước Đường đi Mỹ tốt nghiệp tiến sĩ tại Đại học Michigan, sau đó họ trở về trường phục vụ ngành Sinh học, Giáo sư Trần Phước Đường sau này trở thành Viện trưởng Đại học Cần Thơ từ 1989 tới 1997. Năm 1972, ông cũng đích thân mời nhà nông học trẻ Võ Tòng Xuân khi ấy đang công tác ở Viện Nghiên cứu Lúa gạo Quốc tế Los Banos Philippines về trường giảng dạy.
GS Xuân đã đẩy mạnh phát triển hai ngành sư phạm và nông nghiệp với viễn kiến nhằm đạo tạo những giáo chức trung cấp để mở rộng mạng lưới giáo dục, nâng cao trình độ dân trí và những cán bộ chuyên môn với những kiến thức về khoa học và kỹ thuật nông nghiệp để gia tăng tiềm năng sản xuất của đồng bằng sông Cửu Long.